# День пам'яті жертв геноциду вірменів
День пам'яті жертв геноциду вірменів (вірм. Մեծ Եղեռնի զոհերի հիշատակի օր) відзначається щороку 24 квітня у Вірменії на згадку про жертв геноциду вірмен у Османській імперії, що розпочався 24 квітня 1915 року у Стамбулі. Свято започатковане вірменською діаспорою. Під час геноциду було вбито понад 1,5 млн вірмен. У Єревані, столиці Вірменії, в день пам'яті жертв вірменського геноциду сотні тисяч людей беруть участь у покладанні квітів біля вічного вогню у меморіальному комплексі Цицернакаберд.

## Історія
Дата відзначення пам'ятного дня була вибрана 24 квітня, оскільки саме цього дня 1915 року в Стамбулі почалися арешти та депортації вірменської інтелігенції. Перше відзначення дня пам'яті жертв геноциду відбулося у 1919 році. Воно було організоване вірменською інтелігенцією, якій вдалося вижити внаслідок геноциду, біля вірменської церкви у Стамбулі.
У 1988 році у Вірменській РСР день 24 квітня було формально затверджено як пам'ятний день.
У 1997 році штат Каліфорнія затвердив 24 квітня як День пам'яті жертв геноциду вірмен 1915—1921, сумгаїтського погрому 1988 року та погрому в Баку 1990 року.
У 2007 році Національний конгрес Аргентини ухвалив закон 26199, у якому 24 квітня було оголошене Днем толерантності та поваги між людьми, за яким аргентинські вірмени звільняються від праці.
У 2015 році Палата громад Канади одноголосно ухвалила Подання М-587, у якому 24 квітня було оголошене Днем пам'яті геноциду вірмен.
У 2019 році президент Франції Еммануель Макрон оголосив 24 квітня у Франції Національним Днем пам'яті геноциду вірмен.
У 2021 році президент США у своїй заяві офіційно визнав депортації вірмен у Османській імперії геноцидом.
Починаючи з 1999 року щороку увечері 23 квітня відбувається смолоскипна хода до меморіалу пам'яті жертв геноциду вірмен Цицернакаберд у Єревані, що супроводжується спаленням турецького прапора.

## Галерея

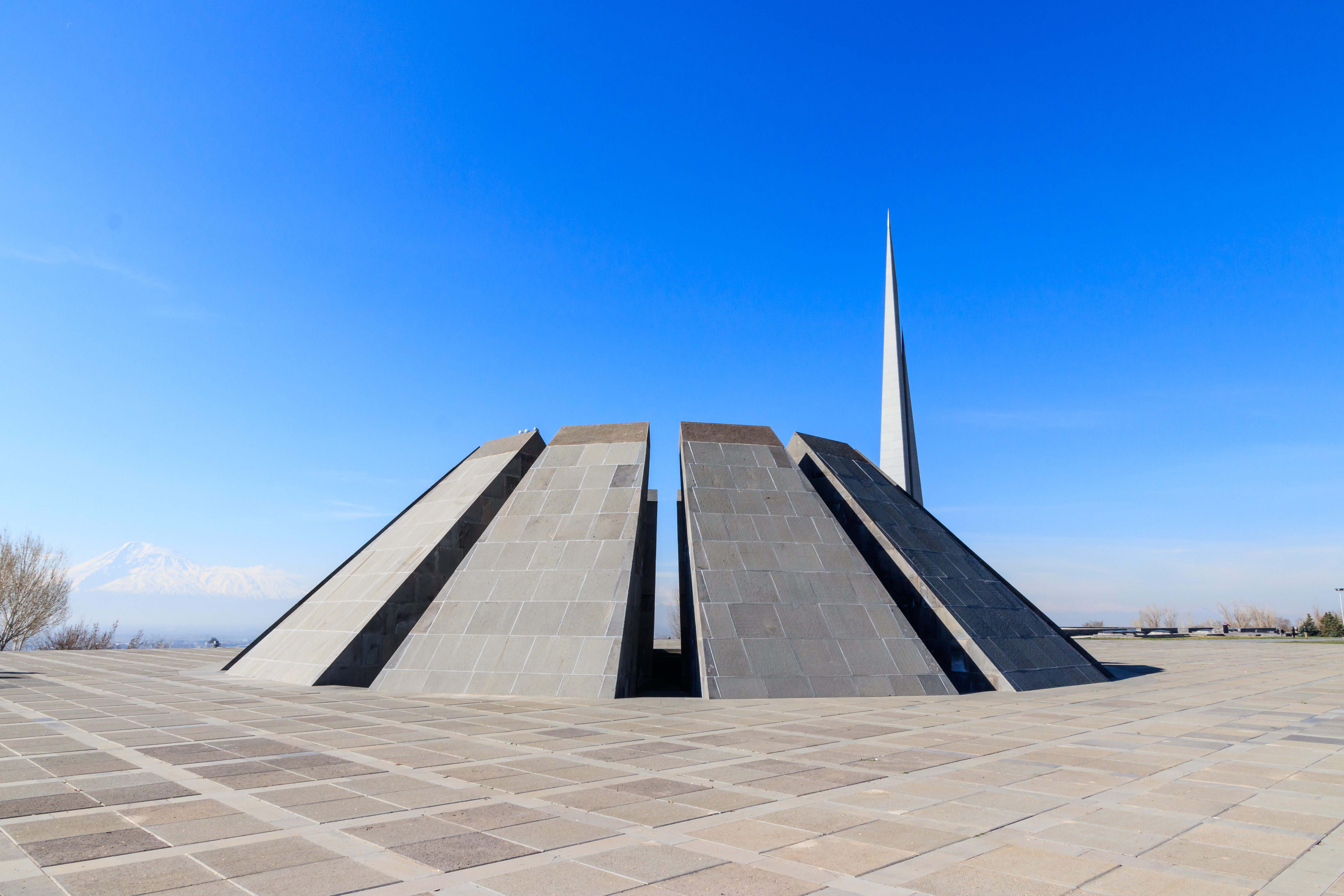
Цицернакаберд
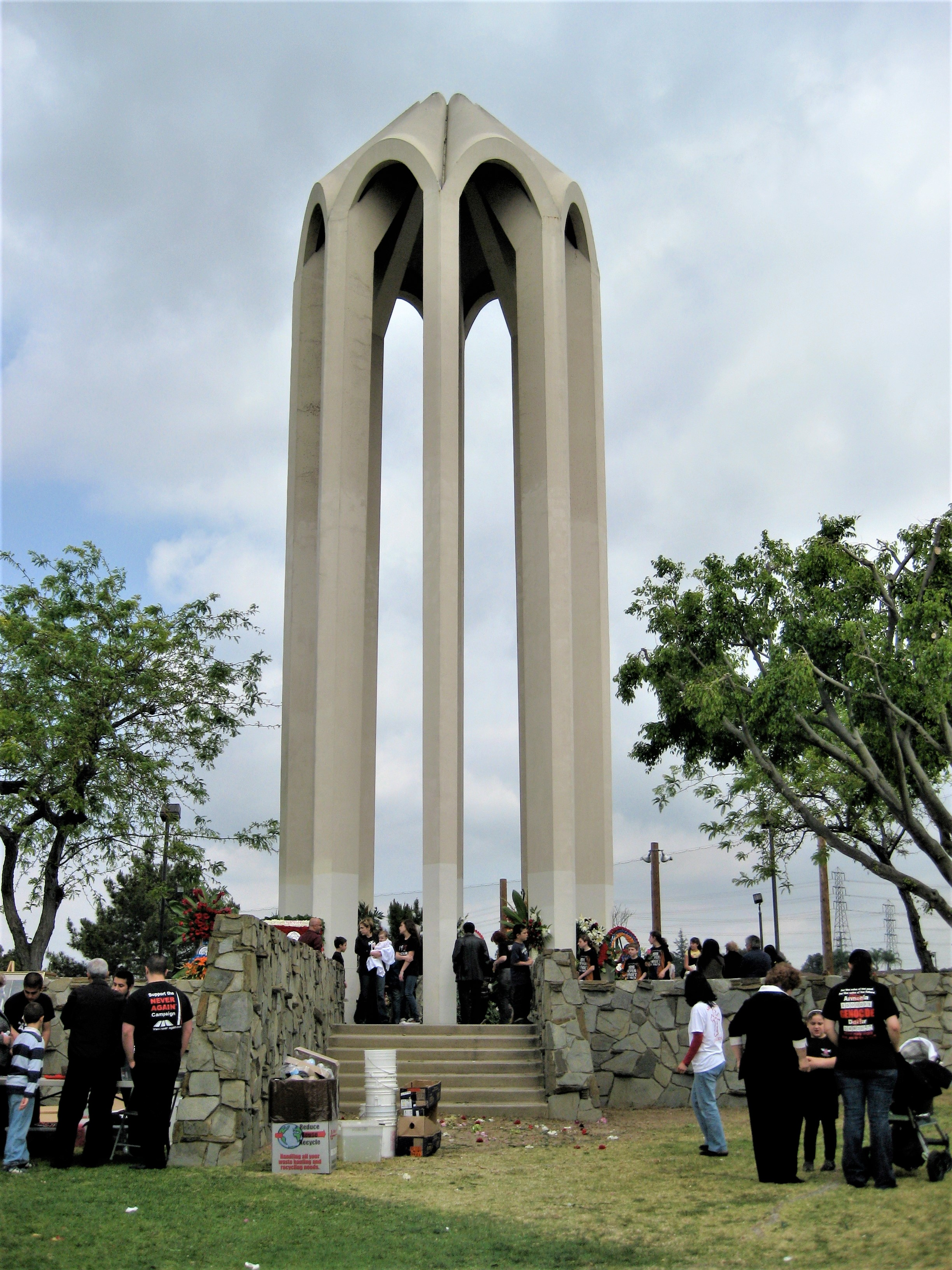
Меморіал пам'яті геноциду вірмен у Лос-Анджелесі
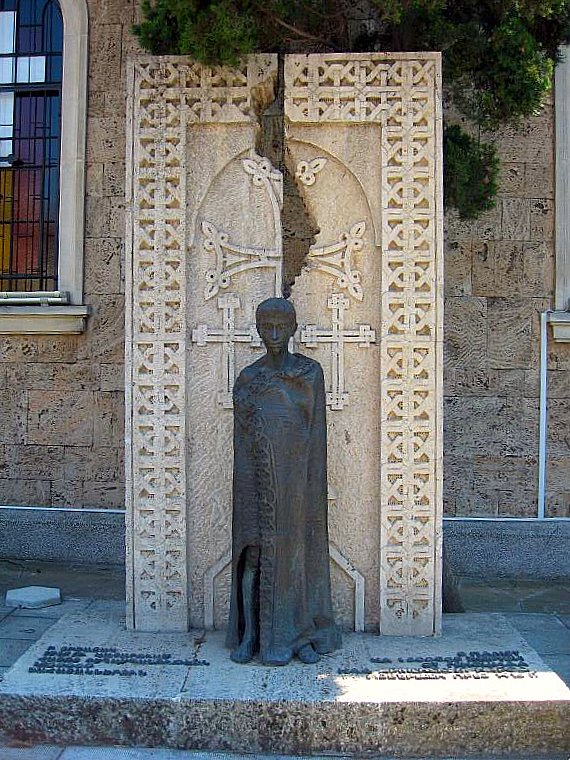
Меморіал пам'яті геноциду вірмен у Бургасі, Болгарія
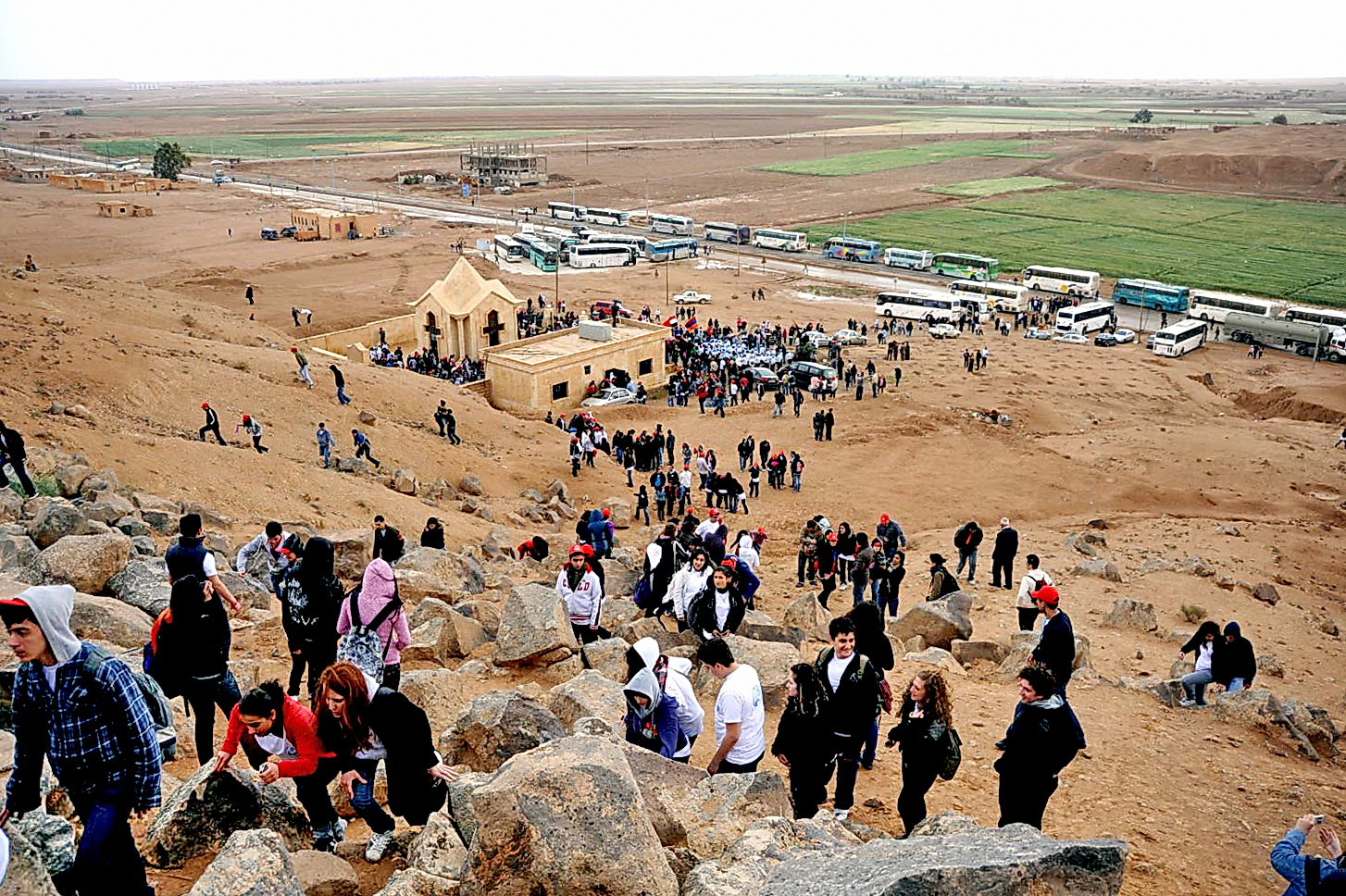
Паломницька поїздка у сирійську пустелю Дейр-ез-Зор, де у концентраційному таборі були вбиті сотні тисяч вірмен